# Hakim (chanteur égyptien)
Pour les articles homonymes, voir Hakim.
Hakim (en arabe : حكيم) ou Abdel Hakim Abdel Samad Kamel (en arabe : عبد الحكيم عبد الصمد كامل) est un chanteur égyptien, né le 7 octobre 1962 près d'Al-Minya. Il est un chanteur de Pop égyptienne, très populaire en Égypte et dans le monde arabe.

## Biographie

### Les débuts
Abdel Hakim Abdel Samad Kamel naît dans une famille aisée à Maghagha, une petite agglomération près de la ville d'Al-Minya. Il se forme à la musique à travers l'influence d'Ahmed Adawiya, chanteur du sud de l'Égypte et adepte du Sha'abi, musique populaire en arabe dialectal. 
Hakim débute par les Mawal, des improvisations vocales placées en introduction des chansons de Sha'abi.
Il fonde son premier groupe de musique à l'âge de 14 ans. Avec ses compagnons, il chante dans les fêtes et mariages le répertoire classique du Sha'abi et connaît un grand succès dans le gouvernorat de Minya. 
Son père, maire de Maghagha, souhaite qu'il poursuive ses études, il obtient une licence en communication de l'université al-Azhar en 1983. Son séjour lui permet de fréquenter le milieu musical du Caire et de continuer à assouvir sa passion.
Il retourne à Maghagha ou il crée un nouveau groupe, au succès renouvelé.

### Le succès
Hakim décide de donner plus d'ampleur à sa carrière et revient au Caire en 1991. Avec l'aide du chanteur et producteur Hamid El Shari, il sort en 1992 son premier album, Nazra, au label Slam Records. Le succès est immédiat et lui apporte la célébrité en Égypte.
Il sort un nouvel album en 1994, Nar, représente l'Égypte au Festival des Allumées à Nantes la même année et obtient une nomination aux Kora Awards en 1997.
Le chanteur enchaîne alors les albums, multiplie les duos, avec Narada Michael et Olga Tañon en 2002, James Brown en 2004, Don Omar en 2007, effectue une tournée avec Khaled aux États-Unis en 2002 ou adapte ses chansons pour le cinéma américain.
Il est un des représentants les plus éminents du Jeel ou Gil music, synthèse du Sha'abi et des influences occidentales.

## Discographie
Albums
- 1992 : Nazra
- 1994 : Nar
- 1997 : Efred
- 1998 : Hayel
- 2000 : Yaho
- 2000 : The Lion Roars - Hakim Live In America
- 2002 : Talakik
- 2004 : Taminy Alek
- 2004 : El Youm Dol
- 2005 : Kolo Yoross
- 2006 : Lela
- 2007 : Tigy Tigy feat don omar
- 2011 : Ya Mazago
- 2020 : Erraguel essah